# مانایا سیانیا-اونوتوآ
مانایا سیانیا-اونوتوآ (انگلیسی: Manaia Siania-Unutoa؛ زادهٔ ۱۹ ژانویهٔ ۱۹۹۵) بازیکن فوتبال اهل ساموآی آمریکا است.
وی همچنین در تیم ملی فوتبال American Samoa بازی کرده‌است.